# Зарудянский сельский совет (Зборовский район)
Зарудянский сельский совет (укр. Зарудянська сільська рада) — входит в состав
Зборовского района
Тернопольской области
Украины.
Административный центр сельского совета находится в 
с. Зарудье.

## История
- 1939 — дата образования.

## Населённые пункты совета
- с. Зарудье
- с. Коршилов
- с. Лавриковцы
- с. Озерянка
- с. Травотолоки